# كرون (إيران)
 كرون  قرية صغيرة تقع في داخل الجبال وفي بطن وادى كرون، وتتبع ناحية كوخرد ( بالفارسية: بخش كوخرد ) من توابع مدينة بستك وتقع في محافظة هرمزگان في جنوب إيران. هذه القرية تقع في الشمال الغربي لقرية هرنك، وتبعد عن الأخيرة بمسافة 10 كيلومترات، في أسفل هضبة سلسلة جبال الناخ.

## حدود قرية كرون
حدود كرون: من الشمال سلسلة جبال الناخ، ومن الجنوب هرنك، ومن الغرب (كناتو)، ومن الشرق تنتهي بـ وادى كرون.

## السكان
يبلغ عدد سكان هذه القرية الصغيرة في حدود 18 شخص من أهل السنة والجماعة وعلى المذهب الشافعي. هم من البدو الرحل، يمتهنون بتربية المواشي والأغنام. ويجلبون الحطب من الجبال المحيطة بهم، وكذلك الأعشاب الطبية الموجودة على سفح الجبل وبيعها في القرى المجاورة لهم. كذلك هناك مجموعة من العيون العذبة تقع في بطن وادى كرون تغذي هذه العيون حوالي 50 نخلة..